# Maren Wichardt
Maren Wichardt (* 29. September 1984 in Wuppertal) ist eine deutsche Rollhockeyspielerin und -trainerin. Die mehrfache Nationalspielerin ist seit 2020 wieder für den RSC Cronenberg aktiv und fungiert derzeit (2021) dort als Spielertrainerin.

## Karriere
Maren Wichardt kam als junges Mädchen zusammen mit ihrer älteren Schwester Inga Wichardt, auch eine spätere Nationalspielerin, zum Rollhockeysport beim RSC Cronenberg. Da es zu dieser Zeit noch keine Rollhockey-Mädchenmannschaften gab, spielten beide sehr erfolgreich in den Jungenmannschaften des Vereins und hatten dabei erheblichen Anteil am Gewinn mehrerer Deutscher Meistertitel. Der weitere Weg von Wichardt ging über die Frauenmannschaft des RSC mit ebenfalls zahlreichen Titelgewinnen in Meisterschaft und Pokal des Deutschen Rollsport und Inline-Verbandes (DRIV) bis ins Deutsche Nationalteam. Ihr Debüt im Deutschen Rollhockey-Nationalteam hatte sie im Jahr 1999 bei den Rollhockey-Europameisterschaften der Frauen als 15-jährige Juniorin in Springe mit dem Gewinn ihrer ersten Bronzemedaille auf internationaler Ebene. In der Saison 2001/2002 spielte Maren Wichardt erstmals in Spanien für die Frauenmannschaft des Catalan Rink Hockey Club Chp Bigues I Riells.
Von 2005 bis 2009 spielte Wichardt bei SK Germania Herringen in der Rollhockey-Bundesliga der Frauen. Mit dieser Mannschaft nahm sie im Jahr 2007 zum ersten Mal an CERH Women’s European in Voltrega, Spanien, teil und erreichte den dritten Platz. Für die Jahre 2009–2011 wechselte Wichardt erneut in die spanische OK Liga Femenina zum Catalan Rink Hockey Club Chp Bigues I Riells und sammelte dort weitere internationale Erfahrungen. 2011 wechselte sie zurück in die Rollhockey-Bundesliga der Frauen zum ERG Iserlohn. In diesem Verein war sie als Spielerin und später als Spielertrainerin bis zum Jahr 2020 aktiv und sehr erfolgreich. Neben den vielen internationalen Wettkämpfen mit der Nationalmannschaft nahm sie mit Iserlohn noch sechsmal an den Europäischen Rollhockey-Clubmeisterschaften der Frauen teil und erreichte zweimal das Final-Four-Endturnier. 2020 wechselt Maren Wichardt als Spielertrainerin in der Damen-Bundesligamannschaft zurück zu ihren Heimatvereins RSC Cronenberg. 2024 beendete sie dort ihre Spielerinnenkarriere und übernahm die Damen-Bundesligamannschaft als Trainerin. 2025 gewann sie mit ihrem Team das Double, DRIV-Pokal und Meisterschaft.
Parallel zur Frauennationalmannschaft war Wichardt als Juniorin auch Mitglied des U18-Rollhockey-Nationalteams. Mit diesem Team belegte sie im Jahr 2001 bei der U18-Rollhockey-Europameisterschaft in Marl den zweiten Platz und war damit beteiligt am Gewinn der Silbermedaille für Deutschland. Im Laufe ihrer sportlichen Karriere nahm sie an verschiedenen internationalen Rollhockey-Wettkämpfen teil wie beispielsweise der Copa America Frauen 2010 in Vic, Spanien. Insgesamt nahm sie an neun Rollhockey-Europameisterschaften teil, bei denen sie noch zwei Goldmedaillen und eine Bronzemedaille gewann. Zwischen 2000 und 2019 wurde sie für elf Rollhockey-Weltmeisterschaften nominiert.
Bei ihren zahlreichen Einsätzen im Nationalteam, dessen Kapitän sie war, sammelte Wichardt international viel Erfahrung. Neben zwei Europameistertiteln war der Gewinn der Bronzemedaille bei der Rollhockey-Weltmeisterschaft im Rahmen der World Roller Games 2017 in Nanjing, China, der Höhepunkt ihrer Rollhockey-Karriere.
Als Trainerin führte Maren Wichardt die U20-Frauennationalmannschaft bei der Europameisterschaft der Frauen 2010 in Darmstadt zum Gewinn der Silbermedaille. Nachfolgend übernahm sie für einige Jahre die U17-Frauennationalmannschaft. Von 2020 bis 2025 war Maren Wichardt an der Seite von Yolanda Kahmann, Stephan Köhler und Philipp Gabrisch im Trainerteam für die deutsche U15-Frauen-Auswahlmannschaft verantwortlich.

## Ehrungen
- 2007: Verleihung der Sport-Ehrenmedaille des Landes Nordrhein-Westfalen durch Innenminister und Sportminister des Landes Nordrhein-Westfalen Ingo Wolf für den Gewinn der Rollhockey-Europameisterschaft der Frauen in Spanien.
- 2017: Verleihung der Goldenen Ehrennadel des Deutschen Rollsport und Inline Verbandes durch den Vorsitzenden Harro Strucksberg für den Gewinn der Bronzemedaille bei den World Roller Games (Rollhockey-Weltmeisterschaft) in China.[10]
- 2022: Verleihung der Silbernen Ehrennadel des DRIV e. V.[11]
- 2023: Trainern des Jahres, Stadt Wuppertal